# Zadielje (stacja kolejowa)
Zadielje (ros. Заделье, krl. Zadelje) – stacja kolejowa w miejscowości Zadielje, w rejonie kondopożskim, w Karelii, w Rosji. Położona jest na linii Wołchow - Murmańsk.
Od stacji odchodzią bocznice do kamieniołomu gabra i diabazu oraz do Kondopożskiego Zakładu Obróbki Kamienia.